# Zespół mnogich płetwistości
Zespół mnogich płetwistości (też: zespół Escobara, ang. multiple pterygium syndrome, Escobar syndrome) – bardzo rzadki zespół wad wrodzonych, którego fenotyp częściowo przypomina zespół Noonan ze względu na występowanie płetwistości skórnych i niskorosłość.
Zespół mnogich płetwistości jest heterogenną grupą chorób, tradycyjnie dzieloną na wariant nieletalny (Escobara) i letalny. Chorobę mogą powodować mutacje w genie CHRNG w locus 2q33-q34 kodującym podjednostkę gamma receptora acetylocholiny. Mutacje w tym samym genie odpowiadają również za letalny wariant zespołu (OMIM#253290).
Płetwistości mogą dotyczyć nie tylko szyi (płetwistość szyi), ale też innych okolic ciała, nietypowych dla zespołu Noonan (doły pachowe, doły łokciowe, doły podkolanowe). Spotyka się syndaktylię oraz artrogrypozę (wrodzone przykurcze stawów). Niskorosłość w zespole mnogich płetwistości może być znacznego stopnia.